# Rural City of Wangaratta
Rural City of Wangaratta är en kommun i Australien. Den ligger i delstaten Victoria, omkring 190 kilometer nordost om delstatshuvudstaden Melbourne. Antalet invånare var 28 310 vid folkräkningen 2016.
Följande samhällen finns i Wangaratta:
- Wangaratta
- Glenrowan